# Церковь Успения Пресвятой Богородицы в Каушанах
Церковь Успения Пресвятой Богородицы в Каушанах (рум. Biserica Adormirea Maicii Domnului din Căușeni) — исторический памятник архитектуры XVI—XVII веков, расположенный в городе Кэушень, Республика Молдова. Церковь уникальна своей архитектурой, частично уходящей под землю, а также сохранившимися внутренними росписями, выполненными в византийском стиле.

## История
Первое письменное упоминание о существовании церкви на берегу Ботны содержится в грамоте господаря Петра Арона, выданной в Сучаве, 6 июня 1455 года. Церковь была первоначально построена из дерева. В период между XVI и XVII веками здание было преобразовано из дерева в камень, чтобы увеличить его долговечность и устойчивость. Каменная церковь приобрела архитектурный облик, характерный для византийской традиции, и сыграла важную роль в духовной жизни региона. Считается, что уникальное расположение церкви — частично под уровнем земли — было обусловлено требованиями мусульманской администрации. Высота церкви сравнима с фигурой всадника на коне, что подчеркивает её скромные, но пропорциональные размеры.
Первую попытку охарактеризовать фрески и датировать церковь в Каушанах предпринял П. И. Фёдоров, военный губернатор Бессарабии, написавший об этом в 1837—1838 гг. Однако записи Фёдорова были введены в научный оборот лишь в 1902 году, с появлением дополнения Иона Халиппы к основным историческим датам о Бессарабии в составе работ архивной комиссии Бессарабской губернии.
Спустя полвека исследованием этого места занялся священник Иоанн Няга, дед по материнской линии поэта Алексея Матеевича. Он считал, что Успенскую церковь следует датировать годами правления Василе Лупу (1634—1653). Свои соображения подтверждал типологическим сходством памятника в Каушанах с другими памятниками, закопанными в землю, времён Василе Лупу, такими как церковь Св. Николая Килийского. Что касается изображений молдавских правителей Григоре Каллимаки, Константина и Николая Маврокордата, представленных в пронаосе церкви, то Иоанн Няга относил их к периоду обновления церкви во времена митрополита Даниила Проилавского (середина 18 века).
Предполагается, что во времена советского режима, церковь служила складом для фруктов, о чем позже узнали Санкт-Петербургские реставраторы и освободили здание церкви. С тех пор церковь не работала до начала реставрации 2016 года. После реставрации церковь не была освящена, и является архитектурным музеем и достоянием истории Республики Молдовы.

## Архитектурные особенности
Церковь с самого момента постройки частично углублена в землю, что обеспечивает необычное сочетание компактного внешнего вида и просторного внутреннего помещения. Длина церкви снаружи — 19,75 метра, ширина — 8,6 метров, а внутри длина — 18 метров, ширина — 6,9 метра. Так как церковь расположена в сейсмически опасной зоне, была создана специальная конструкция для предотвращения разрушения здания в случае землетрясения. В каменные стены по всему периметру вставлены дубовые брусья: в основание, в центр, под крышу. Они выполняли роль амортизаторов. Вместо цемента использован раствор извести с зернистым песком.
План здания, техника строительства, элементы архитектуры имеют балканское происхождение, здание выполнено в византийском стиле. Подземное сооружение перекрыто распашным сводом, ориентировано по оси восток-запад, разделено двойной аркой внутри наоса. Церковь разделена на три части: пронаос, наос и алтарь, и имеет семь прямоугольных окон. Вместе пронаос и наос имеют сферическую форму, напоминающую перевернутый корабль; алтарь же — полусферическую форму. Пронаос и наос разделены стеной, которая держится на двух колоннах и на двух боковых пилястрах. Два рельефа львов обрамляют входную дверь.
Помимо естественного освещения, единственным искусственным источником света, являлась люстра в центре церкви. Окна в алтаре расположены таким образом, что лучи солнца освещают именно каменный престол. Пороги между наосом и алтарем после реставрации остались оригинальными, в то время как пол церкви был заменён.

## Реставрация
В 2016 году посольство США выделило 1 069 603 долларов США через Фонд послов США по сохранению культуры, для восстановления здания. Реализатор проекта — АО «Центр археологических исследований Республики Молдова» — построил новую систему канализации и электроснабжения, заменил кладку и крышу церкви, построил систему вентиляции, укрепил фрески, провел археологические раскопки. 324 тысячи долларов правительство Республики Молдова выделило на этот памятник архитектуры национального значения. Данная сумма была ориентирована на работы по благоустройству территории церкви. Реставрация длилась 7 лет, с 2017 по 2023 год. В реставрации церкви участвовали команда профессионалов из Румынии и Республики Молдова.
После реставрации церковь открыта для посещения. Посетители могут ознакомиться с богатой историей и увидеть уникальные росписи, которые бережно сохранили специалисты при реставрации.

## Живопись
Интерьер храма украшают фрески, выполненные в византийском стиле. Они полностью покрывают стены и своды, ниши, колонны, откосы амбразур. Расписывали церковь мастера Раду, Войку и Станчу в 1763 году. Росписи включают сцены из Библии, изображения святых и декоративные орнаменты, которые демонстрируют высокое мастерство художников того времени. Считается, что изначально стены церкви были расписаны как внутри, так и снаружи. В результате воздействия солнца и дождей, землетрясений, наружные росписи и фрески не сохранились до наших дней. В росписях церкви были использованы краски на основе натуральных пигментов, такие как кирпично-красный и тёмно-синий. На сегодня не найден оригинальный состав красок.
Над дверью у выхода из церкви высечена надпись на молдавском языке старославянской кириллицей: «Эту святую и божественную церковь, прославляющую покровителя Святого Успения, будучи прежде деревянной, старой и от всего осыпающейся, еще будучи митрополитом Святейшим Киром Даниилом, они не оставили сию божественную вещь, чтобы оставаться внизу»[прояснить]. На фасаде здания над входной дверью высечена надпись на греческом языке в благодарность основателям церкви.
На стенах пронаоса с левой стороны изображены основатели Молдовы, участвовавшие непосредственно в постройке церкви, держащие в руках церковь, сделанную из дерева. С правой же стороны изображены господари Молдовы, в руках которых уже церковь из камня. Потолочные фрески изображают Матерь Божью, Архангела Михаила и Архангела Гавриила. Фрески, расположенные в квадратах, представляют собой библейские сцены, сохраняя оригинальные цвета и технику. Колонны, поддерживающие внутренние своды, украшены сложными цветочными узорами, боковые стенки же — геометрическими фигурами.
В середине наоса располагается главная икона церкви — Святой Марии, в честь которой и назван храм. Выше расположена сцена распятия Иисуса Христа, а также изображение Архангела Михаила и Архангела Гавриила.
Иконостас выполнен из камня, что является достаточно редким для церквей. Данный иконостас имеет три яруса, где на первом изображены самые значимые спасители, на втором — в центре Иисус Христос и 12 апостолов, и на третьем — посередине Матерь Божия, Архангел Михаил и Гавриил, и пророки. Весь иконостас декорирован тремя крестами наверху и цветочными узорами, сделанными из камня. Ниже располагались две императорские иконы, которые на данный момент пропали.

## Легенды
Во времена правления татар, Каушаны были летней резиденцией ханов Буджакской Орды. На территории Каушан были построены дворец и мечети. Местные жители хотели построить православную церковь, где смогли бы почитать свою веру. Тогда татары разрешили строительство, при условии, что церковь не будет красивее мечети и не выше человеческого роста, сидящего на лошади с поднятым копьем. Так появилась церковь, полу зарытая в землю, где внутри был полноценный храм.
Когда турки жили на территории Каушан, они решили построить свои мечети. Из Константинополя были вызваны христианские каменщики и строители. Одновременно они занимались строительством церкви. Работы проводились по ночам в тайне, после завершения дневной работы по возведению мечети. Пока строительные работы церкви велись ниже уровня земли, возведение оставалось тайной, но с момента начала строительства стен, секрет был раскрыт. Местные христиане оповестили турок, что строят хлебный склад.
Во время войны русских с турками последние превратили церковь в Каушанах в конюшню и как в одну ночь, словно чудом, погибли все лошади неверных. Турки приписывали это чудо всемогуществу святых и мучеников, изображенных на стенах святыни, и, чтобы отомстить, осквернили изображения, пронзив кинжалами глаза святых и мучеников. Были осквернены и другие детали каушанских фресок. О том, что это не игра воображения, свидетельствует нынешнее состояние фресок. Следы царапин, нанесенных краями турецких кинжалов, и сегодня можно увидеть на лицах основателей. Повреждена штукатурка в том месте, где должны быть изображены глаза нескольких лиц.
Другая легенда гласит о том, что церковь способна исполнять желания. Некоторое время не было дождей. Жители ходили в каждую церковь города и совершали службы, молились о появлении дождя. Но, к сожалению, дождей так и не было. Тогда, один из священников решил провести службу в церкви, находящейся наполовину под землей. После прочтения молитвы полил сильный дождь. С тех пор все посетители церкви оставляли записки с пожеланиями в углублениях стен. Когда храм был открыт для реставрационных работ, внутри было найдено множество записок с сокровенными мечтами.

## Культурное и историческое значение
Церковь Успения Пресвятой Богородицы — один из немногих сохранившихся памятников молдавской средневековой архитектуры. Является единственной церковью, которая наполовину уходит в землю. Она включена в список охраняемых объектов Республики Молдова и является частью Национального музея изобразительного искусства. 5 апреля 1983 года церковь стала носить статус музея-памятника.
В 2009 году Национальный Банк Молдовы выпустил памятную монету с изображением данной церкви номиналом 20 леев. Сегодня храм служит как туристический и духовный объект, привлекая паломников и любителей архитектуры.

## Галерея

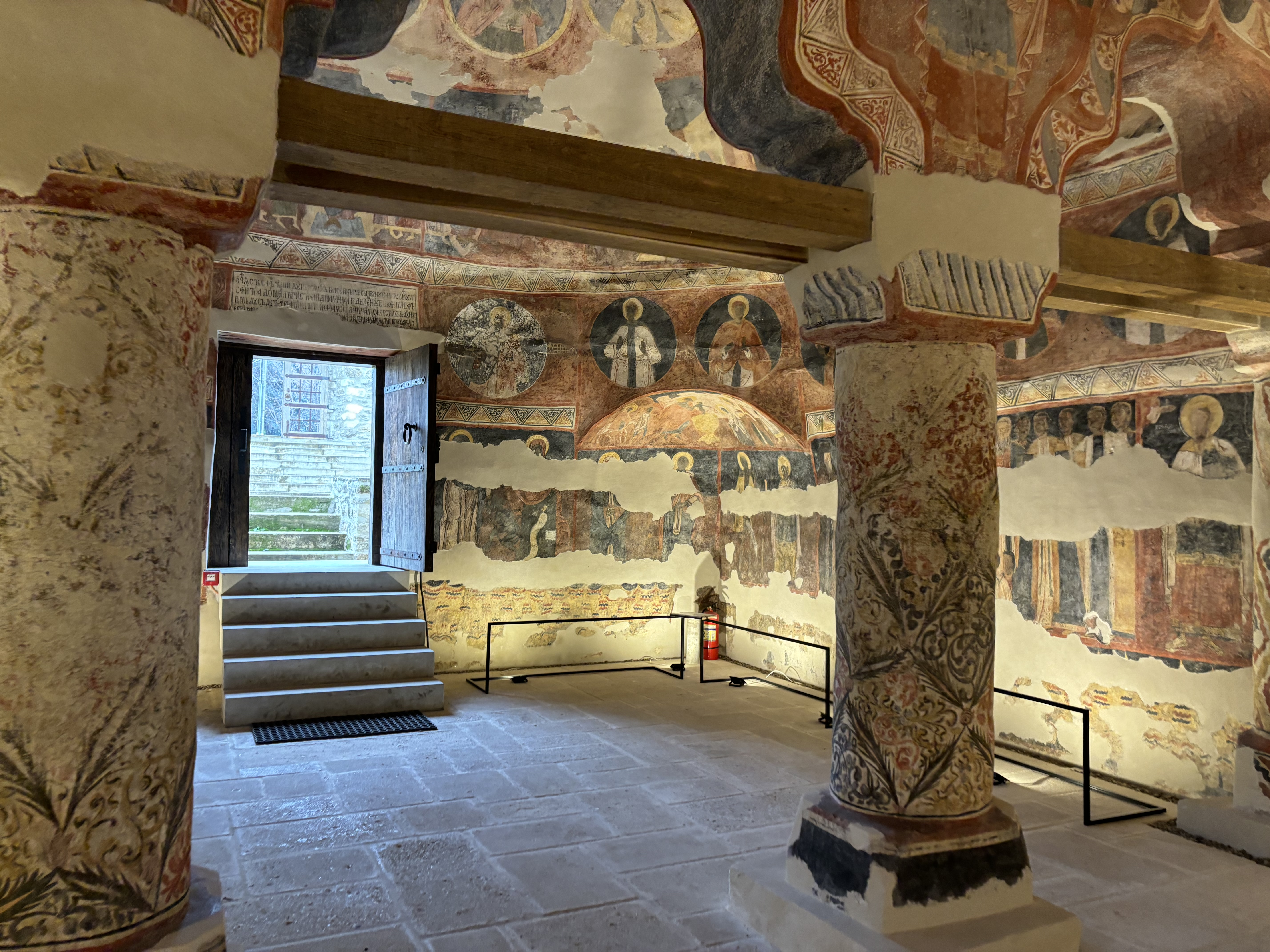
Колонны в церкви в Каушанах
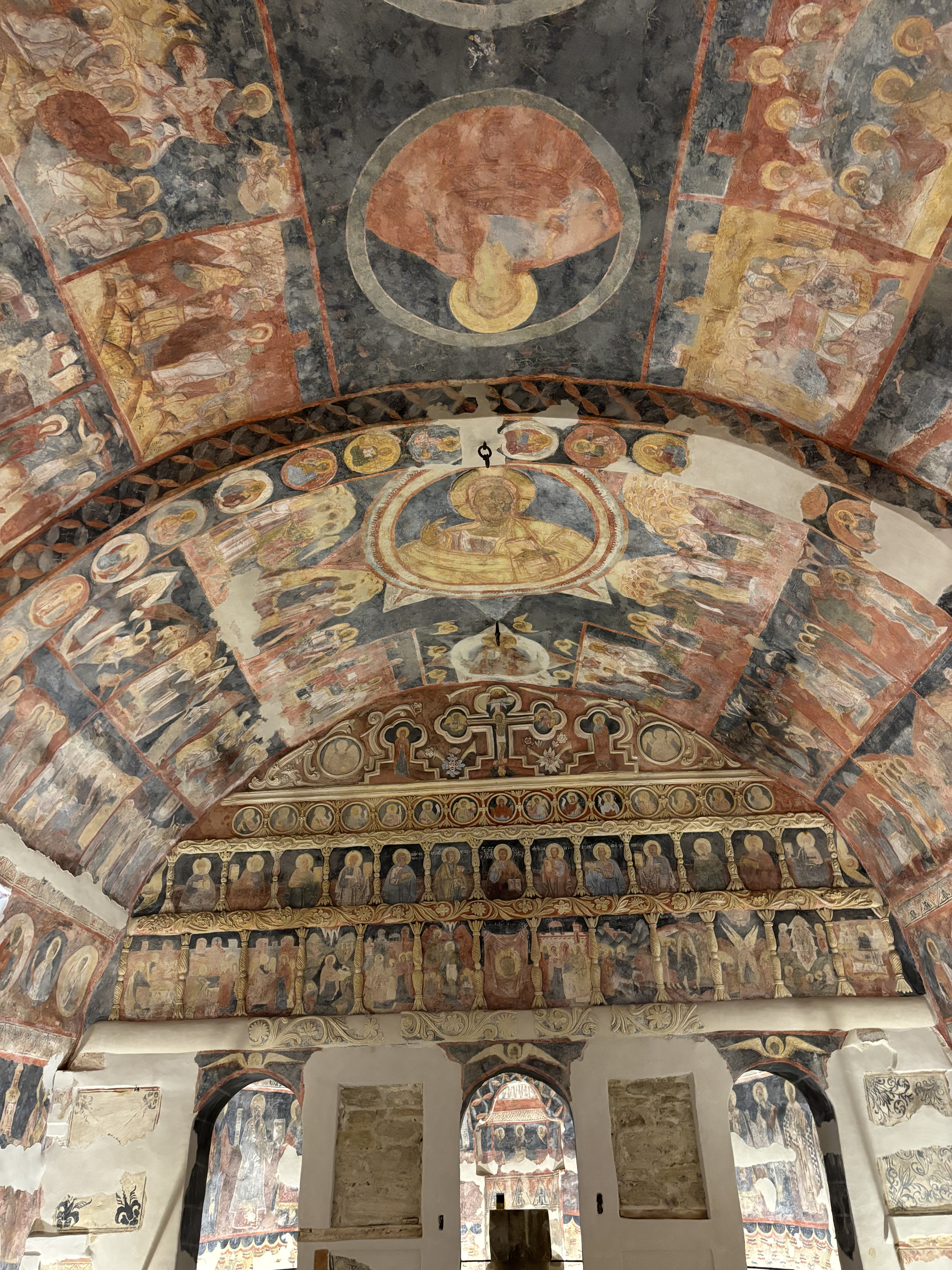
Иконостас церкви в Каушанах
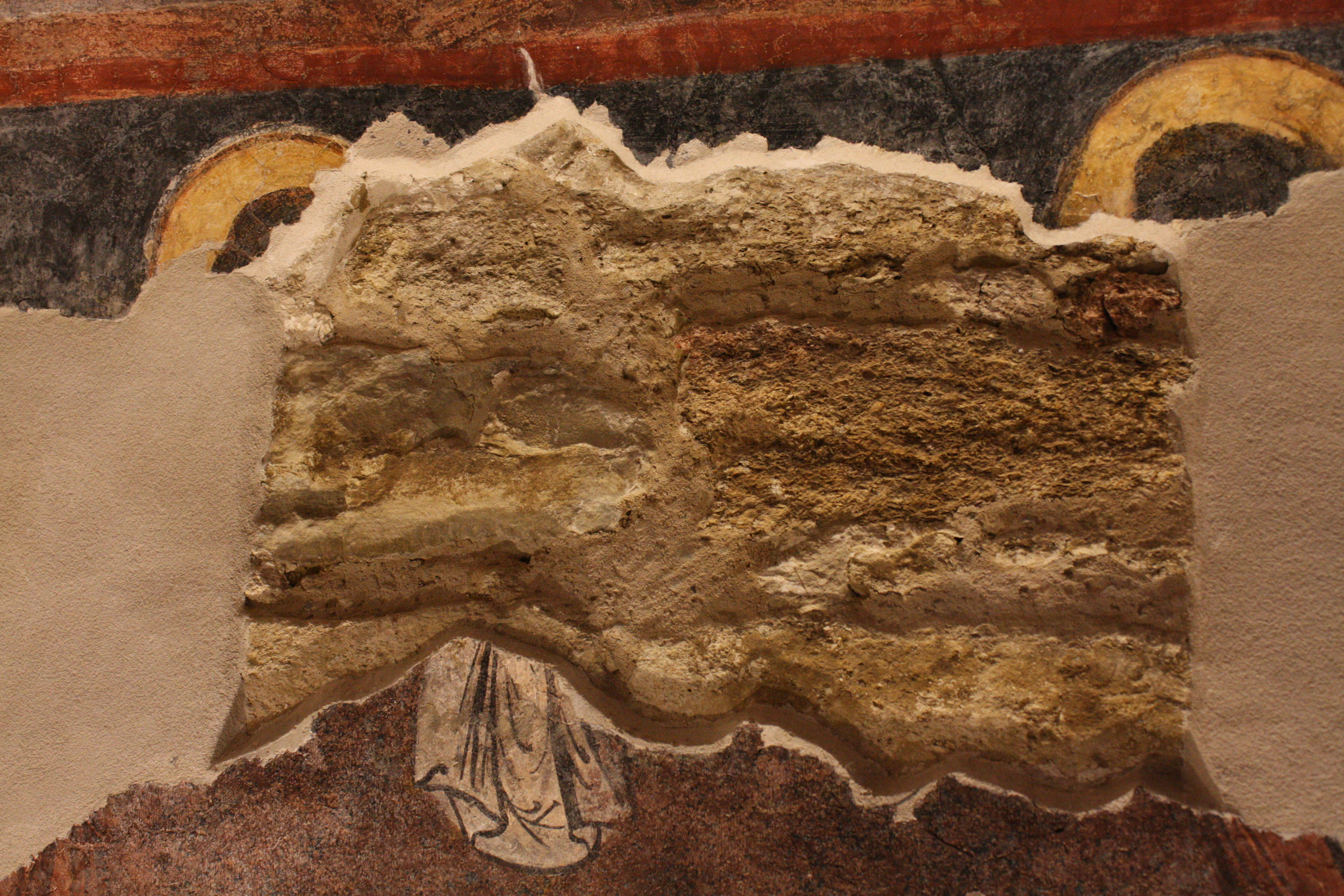
Каменные стены в церкви в Каушанах
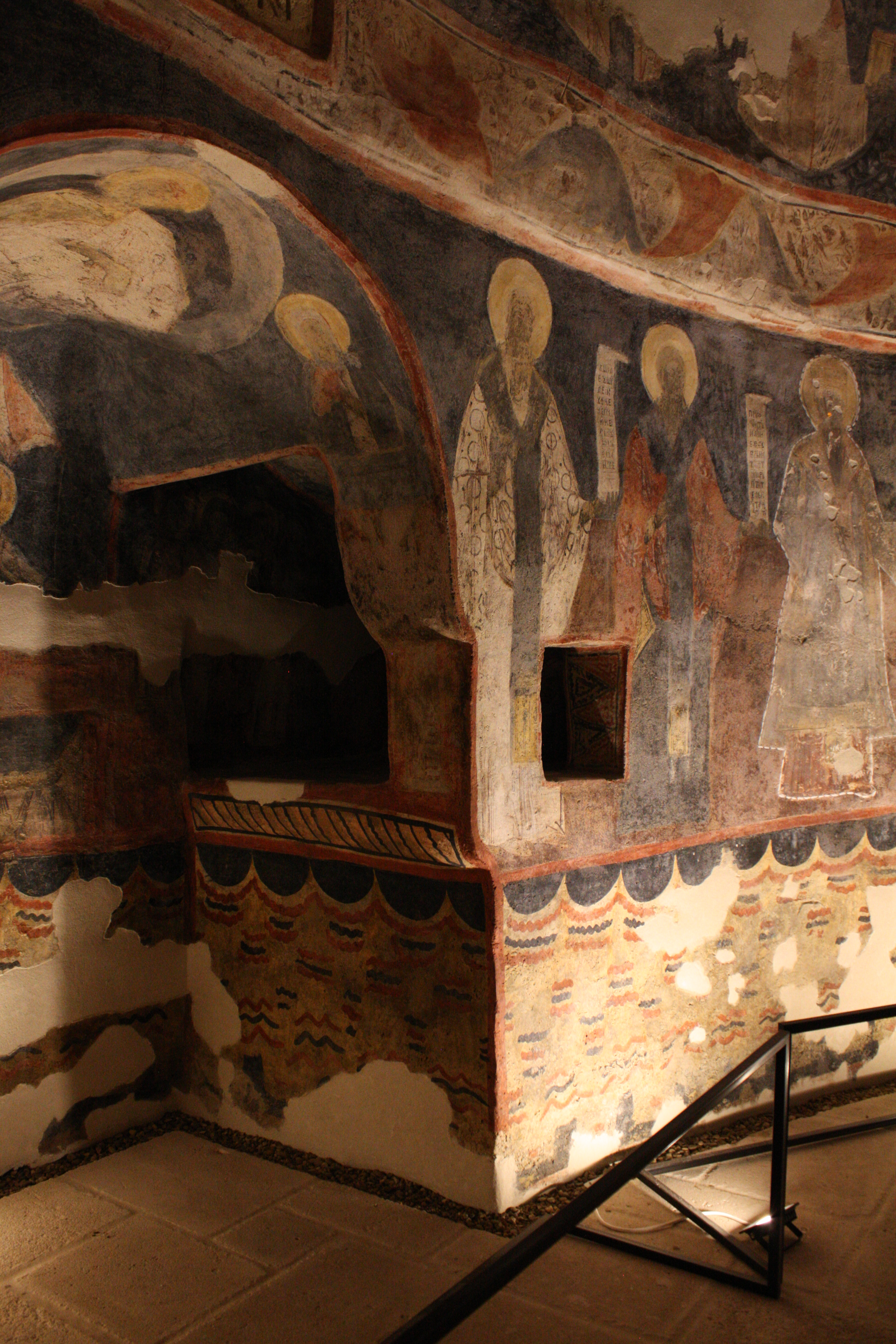
Стена в наосе церкви в Каушанах
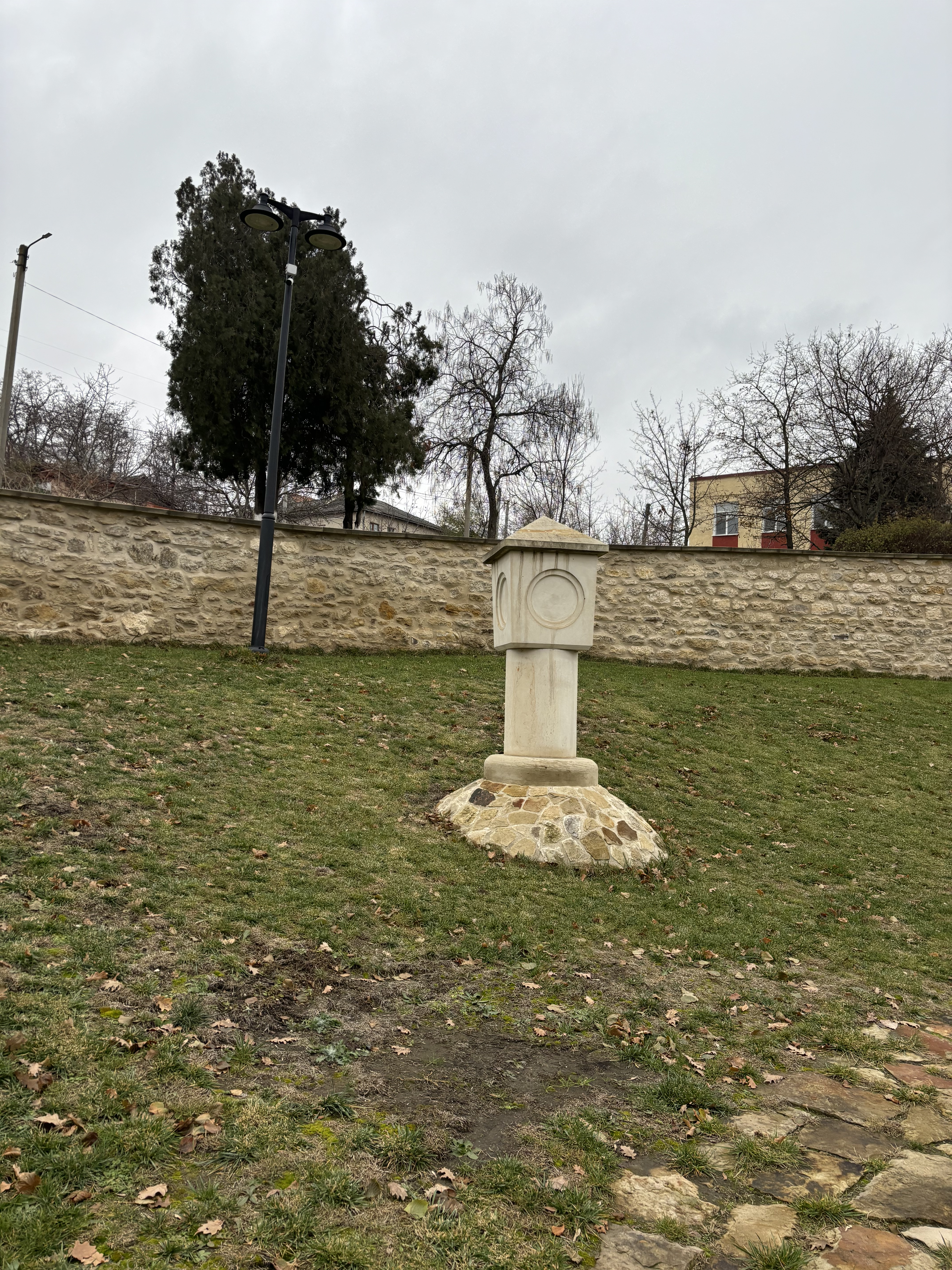
Возможная татарская могила
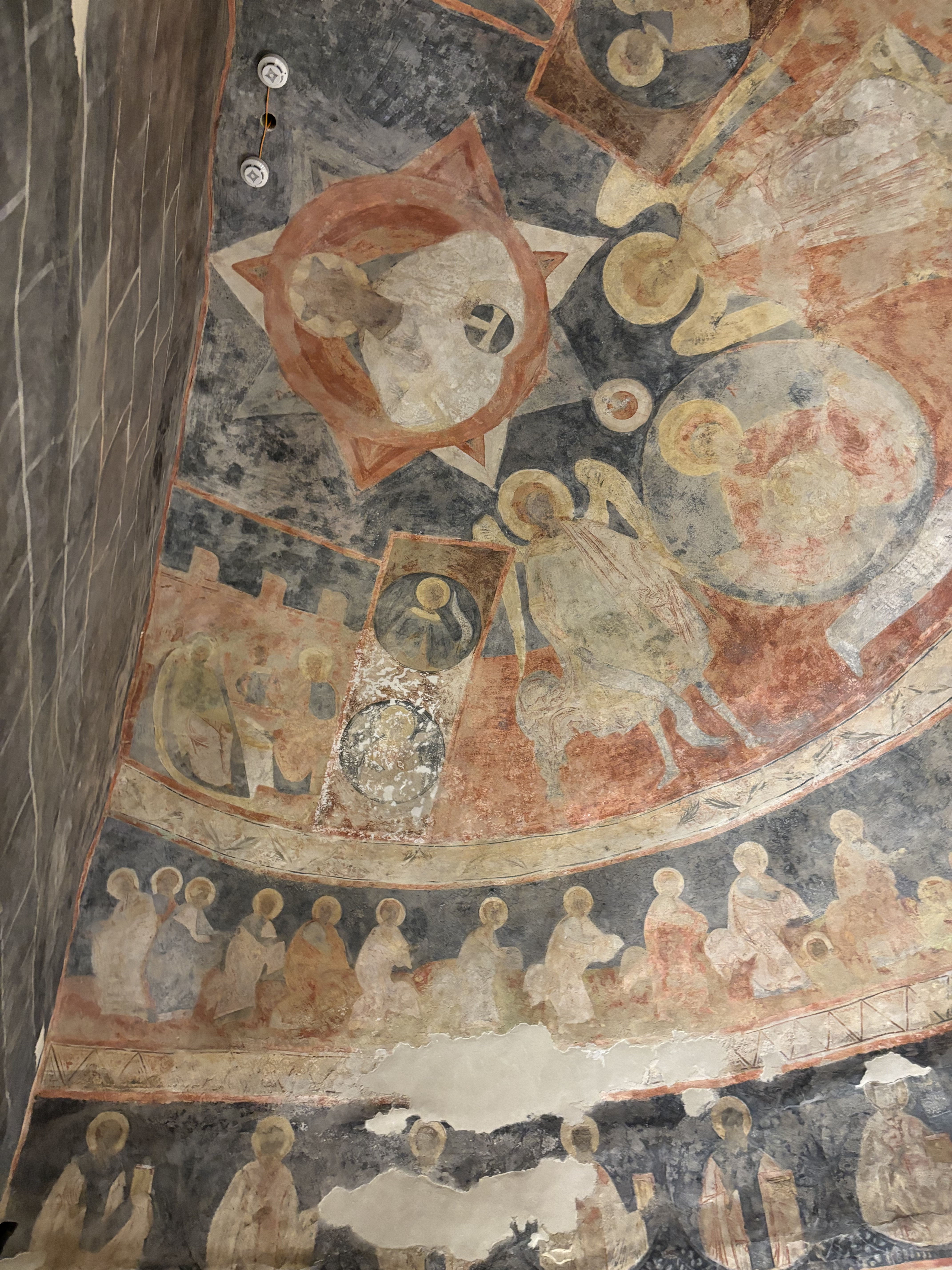
Расписной потолок в алтаре
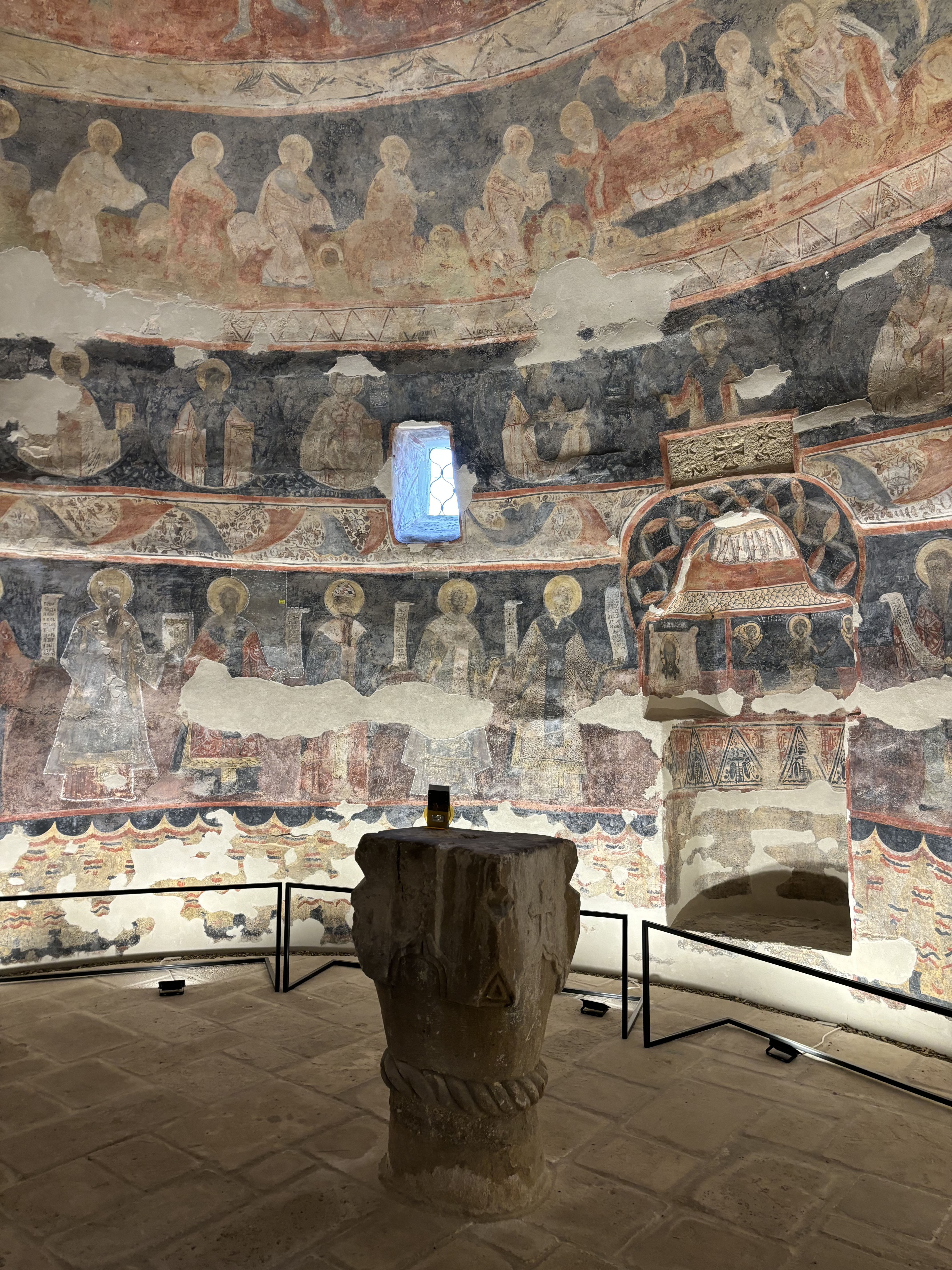
Алтарь церкви в Каушанах
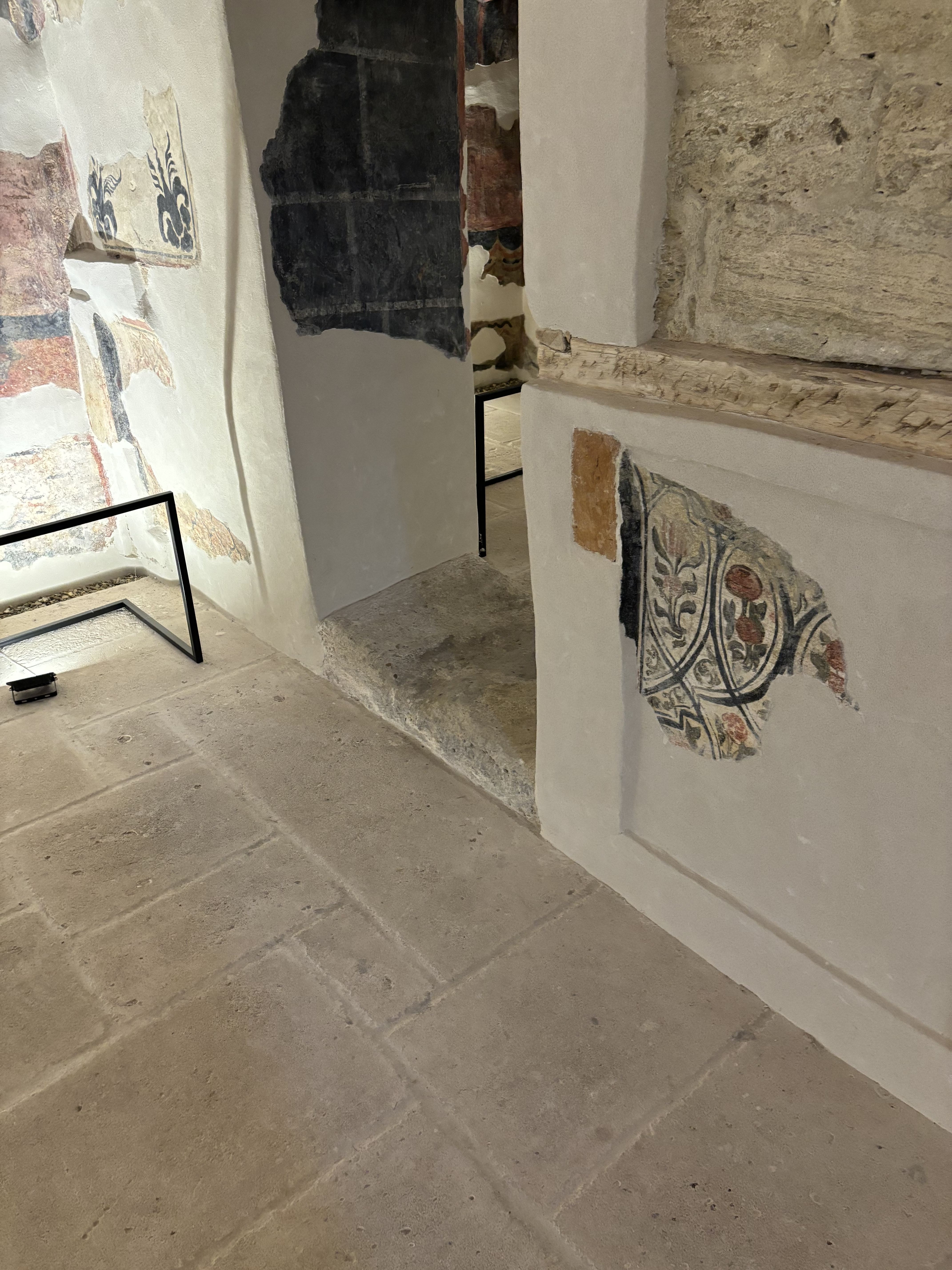
Первоначальные пороги церкви
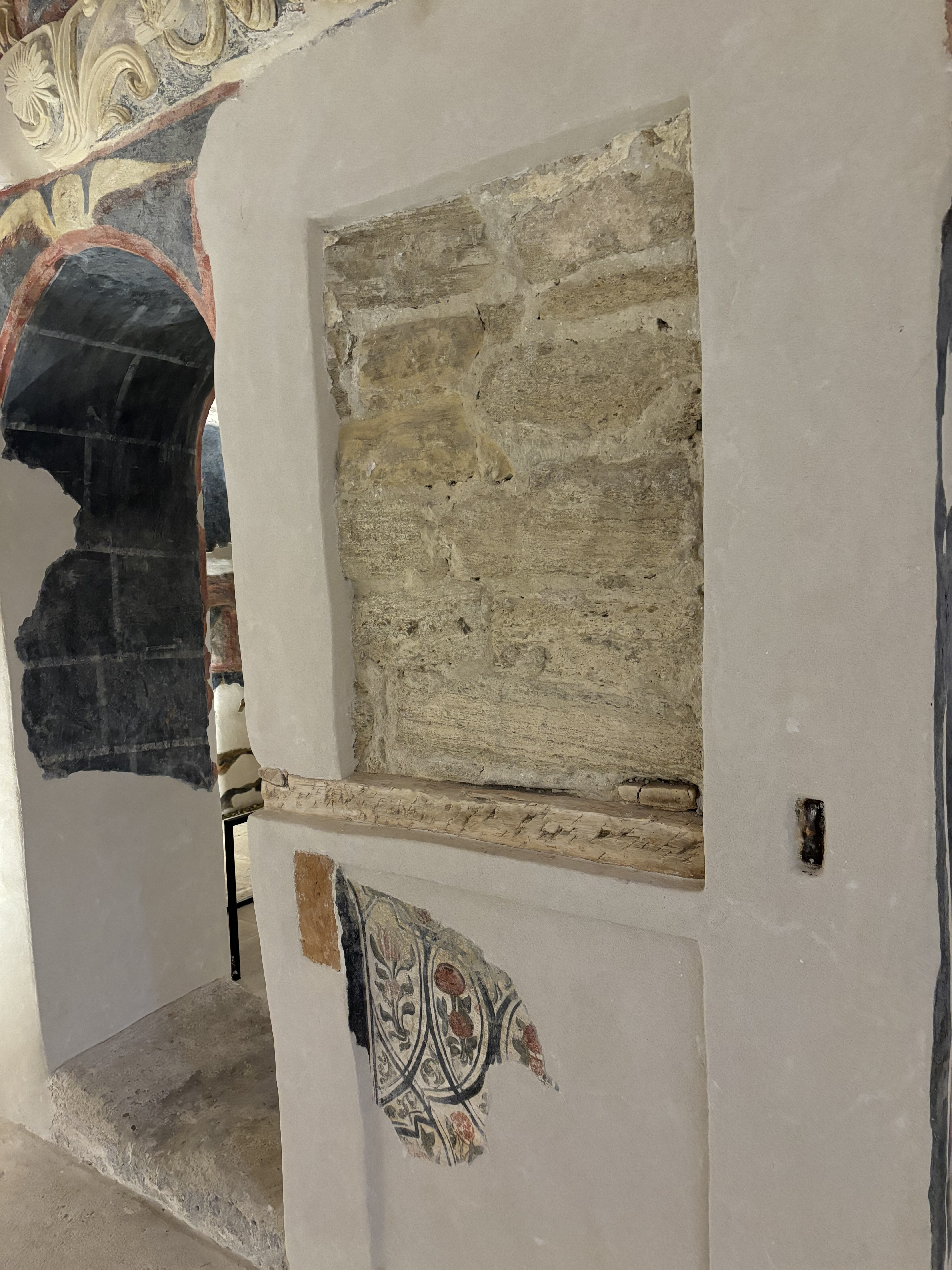
Ниша для икон
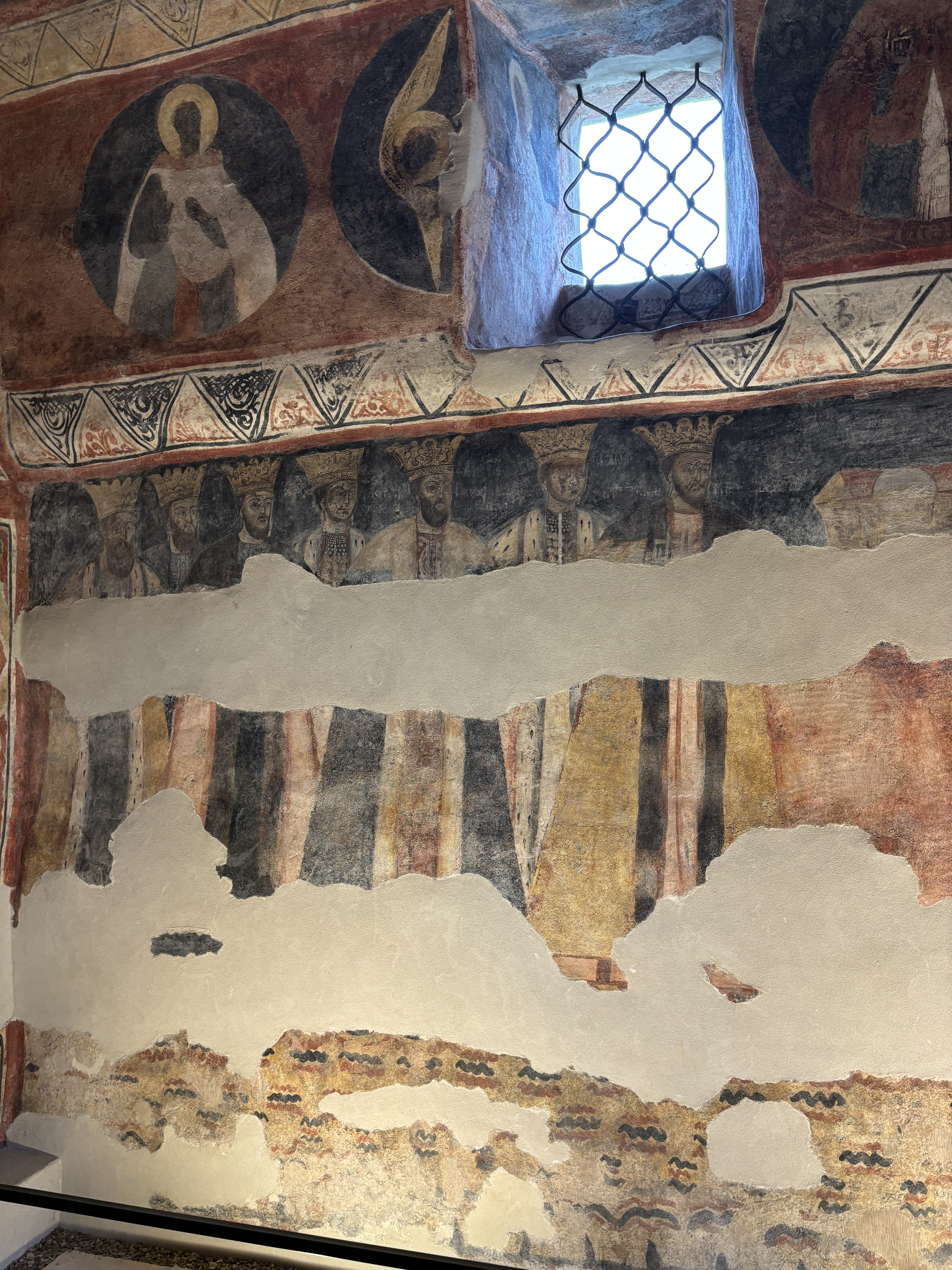
Фрески господарей Молдовы